# Gloydius strauchi
Gloydius strauchi là một loài rắn trong họ Rắn lục. Loài này được Bedriaga mô tả khoa học đầu tiên năm 1912.